# 남희석
남희석(南希奭, 1971년 7월 6일~)은 대한민국의 희극 배우 출신 사회자이다.

## 생애
남희석은 1971년 7월 6일, 충청남도 보령시 웅천읍에서 1남 3녀 중 첫째이자 외아들로 태어났다. 영의정을 지낸 약천 남구만의 11대손이다. 그의 재종숙이 남구만의 종손이다. 
1991년 5월 5일에 방송한 KBS 제1회 대학개그제로 데뷔했으며, 동기로 금병완, 김국진, 김수용, 김용만, 박병득, 박수홍, 양원경, 엄정필, 윤기원, 이영재, 전효실, 최승경 등이 있다. 공채 개그맨이 되기 전인 고교 시절 자니 윤의 성대모사로 방송에 출연하기도 하였다.
2024년 3월 31일부터 KBS 전국노래자랑의 제10대 MC로 발탁되어 현재까지 출연 중이다.

## 기타 사항

### 유행어 및 별명
《좋은 친구들》에서 박수홍과 MC를 하면서 비교체험 극과극 코너에서 오토바이 소리인 '빠라빠라빠라밤'이라는 유행어를 만들었고 이후에 박수홍과 비교체험 극과극의 다양한 버전 소개 대결을 펼치기도 하였다. 데뷔 초 웃는 모습이 하회탈과 닮아서 별명인'하회탈'인데 전국노래자랑 진행자가 되면서 '일요일의 하회탈'이며, 남희석 이휘재의 멋진만남에서 '남재벌', 복불복쇼2에서 '남데빌' 등이라는 별명을 가지고 있다.

## 학력
- 서울신암초등학교 졸업 (1984년)
- 신암중학교 졸업 (1987년)
- 안양예술고등학교 연극영화과 졸업 (1990년)
- 서울예술대학교 광고창작과 졸업
- 단국대학교 연극영화과 중퇴

## 출연/진행작

### 현재
- 《이제 만나러 갑니다》 - 채널A
- 《헬로아트》 - MBN
- 《전국노래자랑》 - KBS 1TV (2024년 3월 31일 ~ 현재)

### 전재
- 《남희석의 울산시대》 - KBS울산방송국 (2022년 4월 1일 ~ 2023년 1월 20일)
- 2020년 ~ 2021년 《슬기로운 생활》 • 올'리브
- 2020년 《가정경제전담 수사본부》 • K-STAR
- 2019년 ~ 2021년 《하우스》 • JTBC
- 2018년 ~ 2019년 《비상소집 - 전국이장회의》 • KBS1
- 2018년 《상상식탁》 • EBS1
- 2017년 《싱글와이프》 • SBS
- 2017년 《세모방 : 세상의 모든 방송》 • MBC
- 2016년 《남희석의 사이다》 • SBS 러브FM
- 2016년 《상상초월쇼 진짜? 가짜!》 • MBN
- 2016년 《아버지와 나》 • tvN
- 2016년 《불야성》 • KBS N 스포츠
- 2016년 《수요미식회》 • tvN (고정이 아니라 게스트로 출연하였다.)
- 2015년 ~ 2016년 《어쩌다 어른》 • O tvN
- 2014년 《힐러》 ... 디자이너 미셀 역 KBS2
- 2015년 《내 몸 사용설명서》 • TV조선
- 2013년 ~ 2014년 《렛츠고 시간탐험대 시즌 1》 • tvN
- 2013년 《오늘부터 엄마아빠》 • MBC every1 (내레이션)
- 2013년 《백만장자 게임 마이턴》 • tvN
- 2013년 《서세원·남희석의 여러가지연구소》 • 채널A
- 2012년 《대한민국 교육위원회》 • JTBC
- 2012년 ~ 2013년 《불만제로 UP》 • MBC
- 2012년 《남희석의 52+》 • KBS Prime, 《슈퍼커플 다이어리》 • 스토리온, 《남희석의 야외수업》 • KBS, 《특별기자회견》 • E채널
- 2011년 ~ 2012년 《퀴즈쇼 곱하기 9》 • SBS, 《개그시대》 - 채널A, 《생방송 금요와이드》 - MBC
- 2011년 《만장일치 퀴즈쇼 트라이앵글》 • tvN, 《리얼탈출쇼 빠삐용》 • 코미디TV, 《해피하우스》 • KBS, 《MY MAN CAN》 • MBC every1
- 2010년 ~ 2012년 《복불복쇼2》 • MBC 에브리원
- 2010년 《추석특집2부작 다큐멘터리 '돼지, 날다' (2부)》 - 내레이션 • MBC, 《진짜 한국의 맛》 • SBS, 《네버랜드》• tvN
- 2010년 《괜찮아U》 • SBS, 《상상대결》 • KBS, 《마이파트너》 • SBS
- 2009년 ~ 2010년 《청춘불패》 • KBS
- 2009년 《코미디쇼 희희낙락》 • KBS
- 2008년 《일요일이 좋다》, 《사돈 처음뵙겠습니다》 • SBS, 《대결 노래가 좋다》 • KBS, 《경제 비타민》 • KBS
- 2008년 ~ 2009년 《나는 이상한 사람과 결혼했다》 • MBC
- 2007년 ~ 2008년 《발굴 TV 대사전》 • SBS
- 2007년 《느낌표》 《산 넘고! 물 건너!》 • MBC
- 2006년 ~ 2010년 《미녀들의 수다》 • KBS[1]
- 2006년 ~ 2009년 《여유만만》 • KBS
- 2006년 《체인지업 가계부》 • SBS
- 2005년 《토요일》 • MBC, 《생활의 달인》 • SBS, 《가치대발견 보물찾기》 • KBS2
- 2004년 《MC 서바이벌》 • KBS, 《창사특집 2004 좋은 세상 만들기》 • SBS, 《일요일 일요일 밤에 - 대단한 도전》 • MBC
- 2003년 《보야르 원정대》 • SBS, 《약이 되는 TV》 • SBS, 《황금의 시간》 • KBS
- 2003년 ~ 2007년 《꼭 한번 만나고 싶다》 • MBC
- 2002년 ~ 2003년 《신동엽, 남희석의 맨 투 맨》 • SBS
- 2001년 《장미의 이름》 • SBS
- 2000년 ~ 2001년 《멋진 친구들》 • KBS
- 2000년 ~ 2001년 《쇼킹M》 • 엠넷
- 1999년 ~ 2000년 《한국이 보인다》 • KBS
- 1999년 ~ 2000년 《남희석 이휘재의 멋진만남》 • SBS
- 1998년 《TV는 사랑을 싣고》 • KBS, 《한가위 MC청백전》 • KBS, 《TV내무반 신고합니다》 • KBS, 《자유선언 오늘은 토요일》 • KBS, 《서세원쇼》 • KBS, 《시사터치 코미디파일》 • KBS, 《연예가중계》 • KBS
- 1997년 《좋은 친구들》[2] • SBS
- 1996년 《출발 토요대행진》 • KBS, 《스타와 함께 고향앞으로》 • KBS
- 1995년 《퀴즈탐험 신비의 세계》 • KBS, 《코미디 세상만사》 • KBS, 《이문세쇼》 • KBS
- 1992년, 1995년, 1996년 《가족오락관》 • KBS2
- 1992년 《한바탕 웃음으로》, 《봉숭아학당》 • KBS2

### 영화
- 2011년 《우리 이웃의 범죄》
- 2002년 《긴급조치 19호》 - 카메오

### 드라마
- 2011년~2012년 MBC 《애정만만세》 - 경찰 역 (특별출연)

### 광고
- 현대자동차 엑센트아반떼린번 (feat 박광정)
- NH투자증권
- 빙그레 매운콩라면
- 롯데제과 세느
- 한화에어로스페이스 케녹스
- 남양유업 이오
- CJ제일제당 백설군만두
- 애경산업 순샘 한방울
- 롯데리아 불갈비버거
- KCC 옥장판
- 동아제약 가그린 (feat 이휘재)
- LG생활건강 페리오 ABC
- 롯데리아 라이스버거
- 수협중앙회 (feat 노동진 수협중앙회장)

## 수상
- 2012년 제19회 대한민국 연예예술상 TV진행자상
- 2010년 SBS 연예대상 예능 10대 스타상
- 2007년 KBS 연예대상 MC 부문 남자 최우수상
- 1999년 제35회 백상예술대상 TV남자예능상
- 1999년 제26회 한국방송대상 코미디언상
- 1999년 코미디부문 올해의 PD상
- 1995년 KBS 연기대상 코미디부문 인기상
- 1991년 KBS 제1회 대학개그제 은상

## 경력
- 2003년 한국야구위원회 홍보대사
- 2003년 외국인이주노동자대책협의회 홍보대사
- 2004년 한화 이글스 명예홍보대사
- 2008년 친환경상품진흥원 홍보대사
- 2008년 보령머드축제 홍보대사
- 2009년 안전한 충남 만들기 홍보대사
- 2009년 국회도서관 홍보대사[3]
- 2008년 대경대학 방송MC과 전임교수
- 2008년 양천구 홍보대사

## 가족 관계
- 배우자 : 오승아 (1988년 9월 13일 ~ )
- 장녀 : 남보령 (2002년 3월 17일 ~ )
- 차녀 : 남하령 (2008년 10월 30일 ~ )

## 같이 보기
- 유재석
- 이휘재
- 신동엽
- 강호동
- 정준하
- 김용만
- 박수홍
- 윤정수
- 이경규
- 김국진
- 김수용
- 지석진
- 김한석
- 김종석
- 조세호
- 남창희
- 오승아
- 송은이
- 박은혜